# 秦勇均
秦勇均（1701年—1771年），字健资，号柱川。江蘇苏州府金匱縣人。清朝官員。

## 生平
秦勇均為雍正二年（1724年）举人，乾隆二年（1737年）考授内阁中书。乾隆四年（1739年）中式己未科一甲第二名进士（榜眼），授翰林院編修。历任江西广信府、山西平阳府知府。官至陝西按察使。